# فرودگاه زابرات
فرودگاه زابرات (به لاتین: Zabrat Airport) یک فرودگاه در جمهوری آذربایجان است که در باکو واقع شده‌است.